# بادي كريستيان
بادي كريستيان (بالإنجليزية: Buddy Christian)‏ هو موسيقي وعازف بيانو أمريكي، ولد في 21 يوليو 1885 في نيو أورلينز في الولايات المتحدة، وتوفي بنفس المكان في 1958.

## وصلات خارجية
- بادي كريستيان على موقع ميوزك برينز (الإنجليزية)
- بادي كريستيان على موقع أول ميوزيك (الإنجليزية)
- بادي كريستيان على موقع ديسكوغز (الإنجليزية)